# Hans Ballmaier

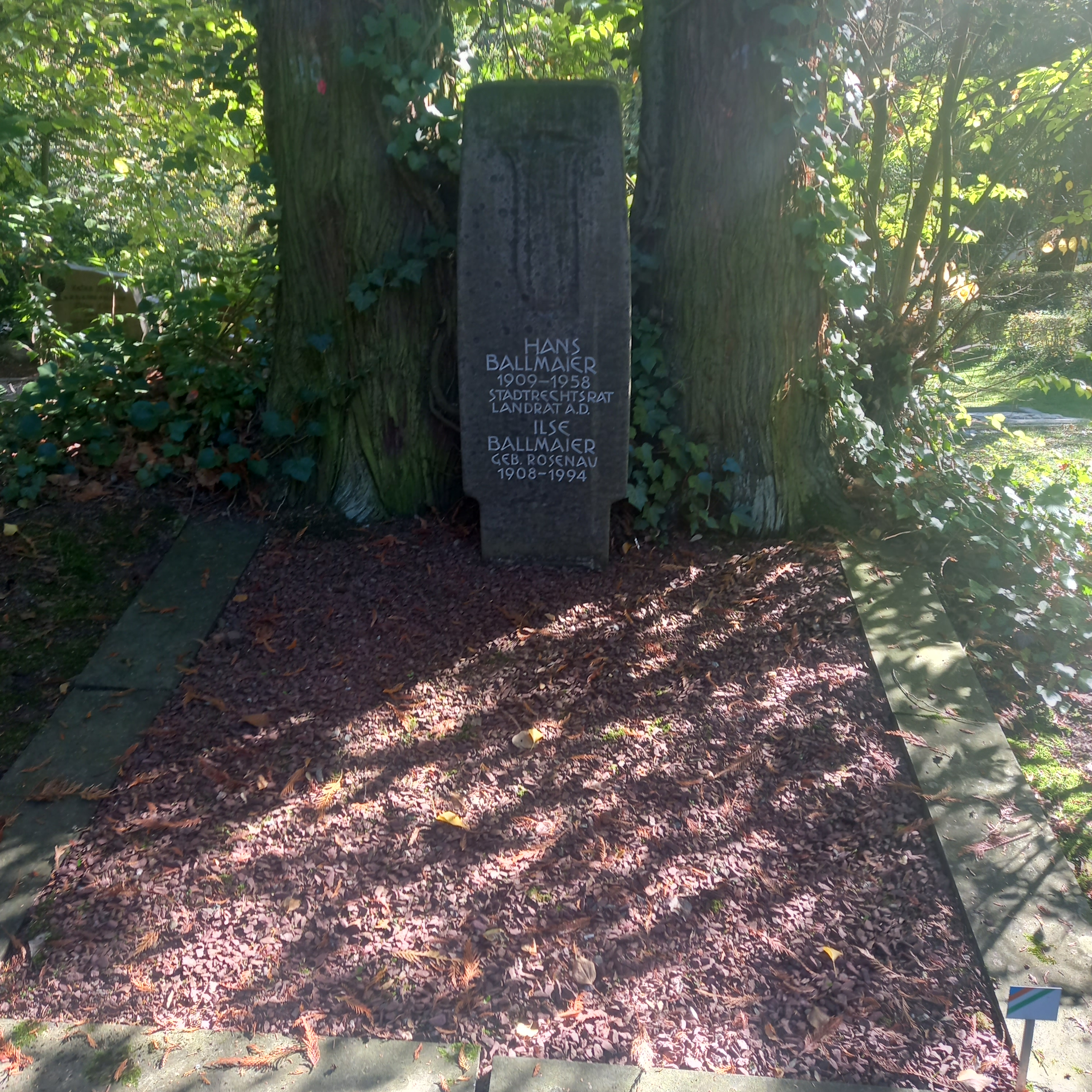
Das Grab von Hans Ballmaier und seiner Ehefrau Ilse geborene Rosenau auf dem Hauptfriedhof Marburg

Johannes „Hans“ Erwin Ballmaier (* 24. März 1909 in Neuhof (bei Fulda); † 25. August 1958 in Marburg) war ein preußischer Regierungsrat und Landrat mehrerer Landkreise sowie Mitglied der NSDAP.

## Leben und Herkunft
Hans Ballmaier war ein Sohn des Bezirksschornsteinfegers Albert Ballmaier und dessen Ehefrau Klara, geb. Schwörer. Nach dem Besuch der Rektoratsschule von 1915/18 in Kirchhain besuchte er das Realgymnasium in Marburg, wo er 1927 die Reifeprüfung ablegte. Im Anschluss studierte er Rechtswissenschaften in Marburg und München. Seine Erste Juristische Staatsprüfung legte er 1931 ab, dann wurde er Gerichtsreferendar, bis er die Zweite Juristische Staatsprüfung ablegte und am 29. Juni 1934 Gerichtsassessor wurde. Ballmaier war seit dem 1. Februar 1932 Mitglied der Allgemeinen SS (SS-Nummer 30.778) und trat zum 1. April 1932 der NSDAP bei (Mitgliedsnummer 1.023.675). Am 16. Dezember 1936 wurde er Regierungsassessor, worauf er eine Tätigkeit bei dem Geheimen Staatspolizeiamt (Berlin) und der Parteikanzlei aufnahm. Nach einer Tätigkeit als Hilfsarbeiter beim Landratsamt Sorau wurde er am 1. Juli 1938 zum Regierungsrat ernannt. Am 1. Oktober 1938 wechselte er zur Regierung Oppeln sowie am 16. Mai 1939 zur Regierung Gumbinnen. Weitere Tätigkeiten folgten bei den Landratsämtern im Landkreis Asch und im Landkreis Preßnitz, wo er ab Februar 1940 erst vertretungsweise und von Juli bis August 1940 kommissarischer Landrat war. Am 13. August 1940 wurde er zur Verwendung beim Chef der Zivilverwaltung (CdZ) in Luxemburg beordert. Im Anschluss übernahm er vertretungsweise als Verwaltungskommissar die Verwaltung des Landratsamtes des Landkreises Diekirch. Am 13. Juli 1942 wurde er zunächst kommissarischer und am 13. August 1942 definitiver Landrat des Landkreises Koblenz (bis 1945). Da er bereits am 10. September 1942 seinen Wehrdienst beim Infanterie-Regiment 118 antrat, wurde er vom diensthabenden Landrat des Landkreises Sankt Goar Karl Statz bis 1944 vertreten. Der letzte noch bekannte Dienstgrad Ballmaiers war seit 1943 Unteroffizier d. R. 
Nachdem er am 29. März 1945 in amerikanische Kriegsgefangenschaft geraten war, wurde er am 7. Juli 1945 zunächst in das Zivilinternierungslager Idar-Oberstein und 1946 schließlich in das Lager Diez überführt. 1947 wurde er nach Luxemburg ausgeliefert um gegen ihn ein Verfahren aufgrund maßgeblicher Kriegsverbrechen einzuleiten, das aber nach einem Jahr aus mangelndem Tatverdacht eingestellt wurde. Zurückgekehrt nach Marburg zur Familie im Jahr 1948 musste sich Ballmaier einem Entnazifizierungsverfahren stellen. Obwohl er durch den öffentlichen Kläger der Spruchkammer Marburg-Stadt als ehemaliger SS-Obersturmführer in die Gruppe II der Belasteten eingestuft werden sollte (Ballmaier selbst forderte die Gruppe V der Entlasteten) wurde der Prozess 1950 ergebnislos eingestellt. 1952 wurde er zum Stadtrat bzw. zum Zweiten Beigeordneten der Stadt Marburg ernannt, was er bis zu seinem Tod blieb.

## Deutsche Arbeitsfront
Ballmaier war ferner Rechtsberater der Deutschen Arbeitsfront (DAF) bei der Kreisverwaltung Marburg oder anderen Quellen zufolge ab 1934 in Kassel.

## Auszeichnungen
- Kriegsverdienstkreuz II. Klasse[2]
- Eisernes Kreuz II. Klasse[2]

## Familie
Hans Ballmaier heiratete am 21. Dezember 1936 in München Ilse, geb. Rosenau (* 24. Mai 1908 in Maizières-lès-Metz). Das Ehepaar hatte einen gemeinsamen Sohn.